# Jabari Narcis
Jabari Akins Quami Peter Narcis (Chaguanas, Trinidad y Tobago,  17 de abril de 1997) es un jugador de baloncesto trinitense que mide 2,06 metros y actualmente juega de ala-pívot en el US Monastir de Túnez.

## Trayectoria
Narcis comenzó su andadura en el baloncesto estadounidense formándose en Jacksonville College, donde permaneció entre los años 2016 y 2018. En 2018 se enrola en la Universidad de Texas, para jugar en los Texas-Arlington Mavericks de la NCAA durante dos temporadas, en la que en su última temporada promedió 7.8 puntos y 6.6 rebotes por partido.
El 13 de agosto de 2020, llega a España para jugar en las filas del Palencia Baloncesto de la Liga LEB Oro, durante una temporada.
En noviembre de 2021, firma por los Capitanes de Ciudad de México de la NBA G League.
Narcis disputó el Road to BAL de 2024 con los ABC Fighters de Costa de Marfil.